# 1985-ös mexikói földrengés
Az 1985. szeptember 19-én bekövetkezett mexikói földrengés az ország történetének legpusztítóbb földrengése volt. Bár a halottak pontos száma nem ismert, a legvalószínűbb, hogy tízezernél is több áldozatot követelt. A 8,1-es erősségű rengés epicentruma Michoacán és Guerrero államok partvidékének közelében volt a Csendes-óceán alatt, de a legnagyobb kárt a kb. 400 km-re fekvő Mexikóvárosban okozta.

## A rengés
Mexikó ezen partvidéke két kéreglemez találkozásánál fekszik: a Kókusz-lemez az Észak-amerikai-lemez alá bukik (mintegy 6,4 cm/év sebességgel), ezért a környéken gyakoriak a földrengések. Az 1985-ös rengés mintegy 2 percig tartott, kb. 2 másodperces rezgésperiódussal. Szeptember 19-én 7:17:48,5-kor kezdődött, momentum magnitúdója 8,1, felületi hullám magnitúdója 7,8 volt. A rengés egy kisebbfajta cunamit is okozott (ez volt az első tudományosan megfigyelt ilyen jelenség Mexikóban): Lázaro Cárdenas városánál kb. 2 méter magas hullámok érték el a partot, de számottevő kárt nem okoztak.

## Okozott károk

### Az epicentrum területén
A Michoacán állambeli Lázaro Cárdenas városában az épületek 80%-ában esett kár (többek között a kórházban, középületekben, szállodákban is, például a közeli Playa Azul régi szállodája részben megsemmisült), a vasúti sínek teljesen használhatatlanná váltak, a kikötőmólók részben. Pánik nem tört ki, a közrend nem borult fel, a helyzet néhány óra alatt normalizálódott. A vaskohó sérült berendezéseit még aznap javítani kezdték. A városban összesen 5-en vesztették életüket, ebből 2-en autóbalesetben.

### A déli államok távolabbi területein
A rengés kisebb károkat okozott még Michoacán, Guerrero, Jalisco és Colima államokban is, Ciudad Guzmánban mintegy 50-en haltak meg, az épületekben nagy károk keletkeztek (a Szent József-székesegyház kupolája is leomlott), de például Zihuatanejóban „csak” néhány ház dőlt össze és egy ember halt meg.

### Mexikóvárosban

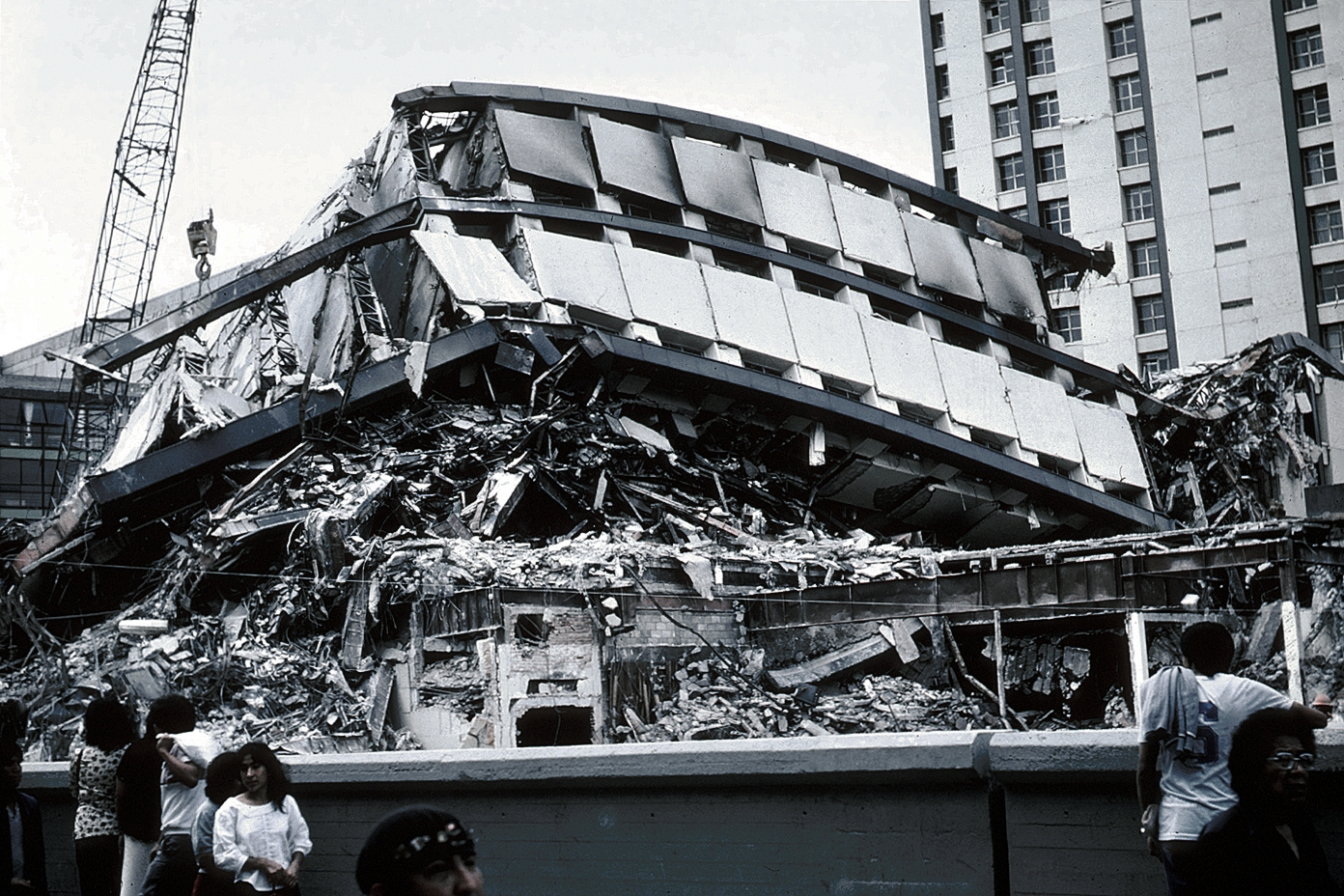
A Pino Suárez épületegyüttes romjai

Annak ellenére, hogy a város az epicentrumtól mintegy 400 km-re fekszik, a földrengés itt okozta a legnagyobb pusztítást, főként a Mexikói-völgy középső részein. Mintegy 250 épület dőlt össze (és még 50 az összedőlés határán állt), köztük a 11 emeletes Hospital Juárez kórház, amiben mintegy 700-an tartózkodtak, a Hospital General kórház szülészet-nőgyógyászati tömbje (benne 500 beteggel, várandós nővel és ismeretlen számú újszülöttel), a tlatelolcói Új-León nevű épület, melyben 185 család élt, valamint a Regis, a Montreal, a De Carlo, a Romano, a Principado és a Versalles szállodák, bennük ismeretlen számú vendéggel. Több helyen a járdák is deformálódtak, ebből a tudósok mintegy 30 cm amplitúdójú állóhullámok megjelenésére következtetnek.
Az ország legnagyobb televíziótársasága, a Televisa élő műsorában lehetett látni a földrengést. A társaság reggeli Hoy Mismo című hírműsorát a Chapultepecben található studióból közvetítették, majd elkezdődött a három műsorvezetővel, María Victoria Llamasszal, Lourdes Guerreróval és Juan Dosallal. Amint Guerrero felkonferálta a híreket, a studióban érezni lehetett a rezgéseket, amit az élő adásban Llamas kolléganőjének halkan súgott. Guerrero ekkor az adás közben azt mondta, hogy „egy kicsit ugyan rezeg, de meg kell őriznünk a nyugalmunkat”. Ekkor már a képmínőség is rossz volt, majd Guerrero azt mondta, hogy „várjunk pár másodpercet, hogy tudjunk beszélni” – majd eltűnt a kép. A közvetítés azért szakadt meg, mert a rengés miatt egy 10 tonnás antenna rázuhant a studió tetejére, ami emiatt ráomlott a műsorvezetőkre. A studióból közben az egész stáb kirohant a szabadba, csak Llamas és Guerrero maradtak bent, akik a rengések elől a riporteri asztal alá bújtak be. Amint a rengések véget értek, mindketten a Televisa hátsó ajtaján menekültek ki a romok közül. Még aznap a Canal de las Estrellas egyik műsorában mondták el a történteket. Az Hoy Mismo stábjából meghalt Ernesto Villanueva producer és David Mendoza Córcega mérnök, akik az épület mellett parkoltak, de nem volt már idejük kiszállni az autójukból a rengéskor. A lehulló törmelékek miatt a közeli utcai árusok közül is többen életüket vesztették.

## Utórengés
A legerősebb utórengésre (a Richter-skála szerint 7,3-as erősségű volt) másnap, szeptember 20-án 19:38-kor került sor. Több, előző nap megrongálódott épület összedőlt mind az epicentrum környékén, mind Mexikóvárosban. A rengés egy kisebb szőkőárt is okozott Ixtapa térségében. A főváros lakói számítottak az utórengésre: legtöbben, még akiknek megmaradt az otthona, azok is az utcán vagy parkokban, ideiglenesen felállított sátrakban töltötték a 20-ára virradó éjszakát. Másfél órával a rengés után Miguel de la Madrid elnök rádiós és TV-üzenetében elismerését fejezte ki a lakosságnak az általuk tanúsított „rendkívüli szolidaritás” miatt.

## Mentés, helyreállítás

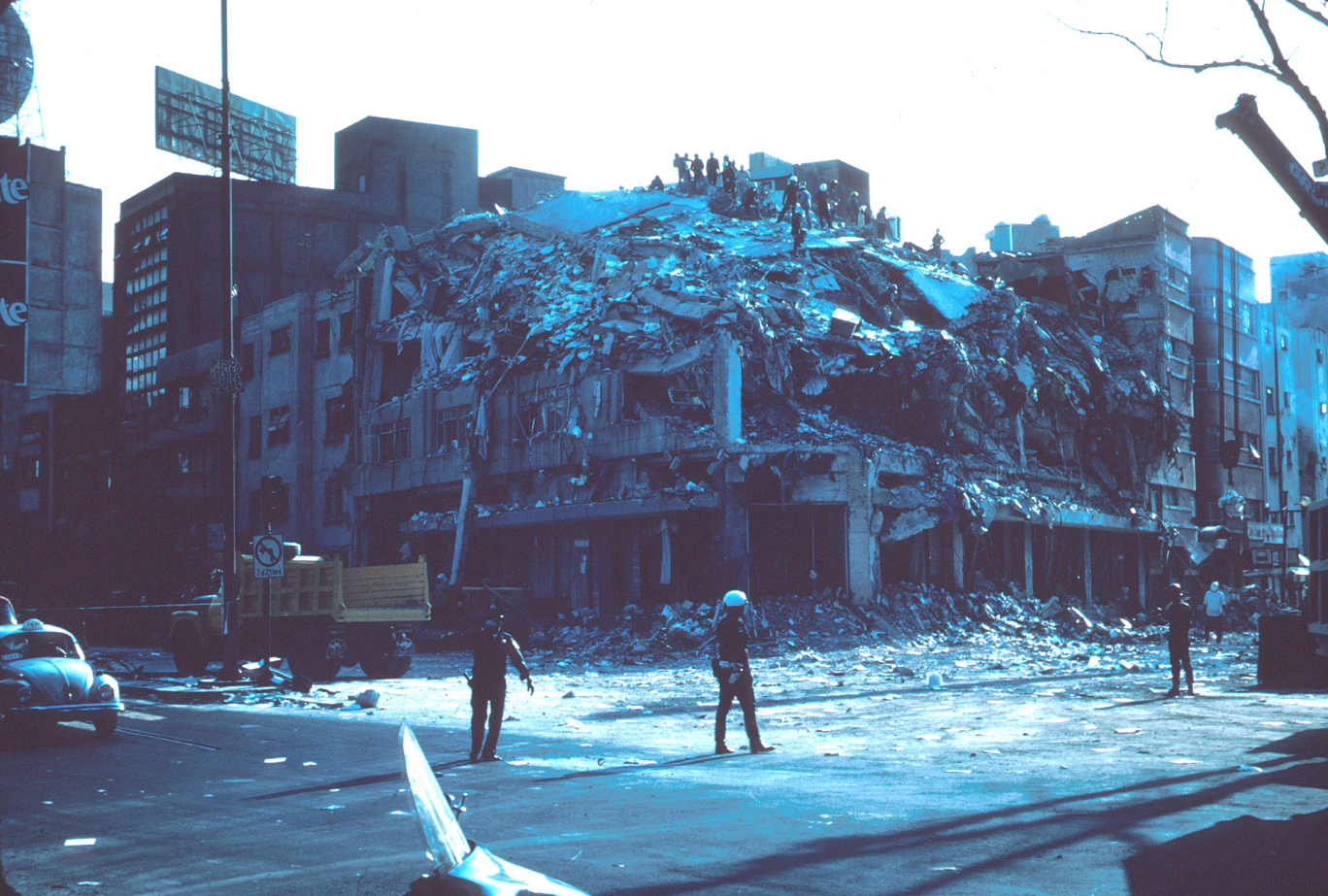
Mentőbrigádok az Insurgentes és az Álvaro Obregón utak kereszteződésénél

Bár a rengés után zűrzavar uralkodott a lelkekben, a mentés mégis azonnal megkezdődött. Viszont a munkálatokat megnehezítette, hogy nagyon kevés eszköz (ásó, lapát, csákány) állt rendelkezésre, a kórházak pedig nem tudtak elegendő gyógyszert és vért biztosítani a sebesültek ellátására. Percekkel a földrengés után a mexikói hadsereg bejelentette, hogy életbe léptették a Plan DN-III-E segélyező tervet. Hamarosan nemzetközi segítség is érkezett, elsőként Fidel Castro kubai elnök, majd hamarosan az ENSZ és számos ország vezetői (többek között Argentína, Kolumbia, az USA, Spanyolország, Nicaragua és Venezuela) ajánlották fel segítségüket.
21-én és 22-én a hadsereg 30 000 katonája folytatta a mentést, az orvosi szolgálat pedig a vízszennyeződés miatti járványveszélyre figyelmeztetett.